# Zaliv Pribylova
Zaliv Pribylova (englische Transkription von russisch Залив Прибылова Saliw Pribylowa, deutsch ‚Pribylow-Bucht‘) ist eine Bucht an der Prinzessin-Martha-Küste des ostantarktischen Königin-Maud-Lands.
Russische Wissenschaftler benannten sie. Der Namensgeber ist nicht überliefert. Wahrscheinlich handelt es sich dabei um den russischen Navigator Gawriil Loginowitsch Pribylow († 1796).